# Félix Viallet (homme politique)
Pour les articles homonymes, voir Félix Viallet et Viallet.
Félix Viallet, né le 22 septembre 1912 à Langogne (Lozère) et mort le 1er septembre 2005 dans la même ville, est un religieux catholique et homme politique français.

## Biographie
Félix Viallet est issu d’un milieu très modeste de Lozère. À sa naissance, son père, Jean-François Calixte Viallet, est journalier et sa mère, Justine Viala, ménagère. Mobilisé au 112 ème régiment d'infanterie pendant la grande guerre, son père disparait le 26 Août 1917 à Samogneux, dans la Meuse, au cours de la deuxième bataille de Verdun. La Grande Guerre porte un rude coup à la famille et au tout jeune Félix, adopté par la Nation le 29 octobre 1918. C’est au séminaire de Mende, puis à l’Université et à l’Institut catholique de Toulouse que le futur abbé poursuit ses études jusqu’à l’obtention d’une licence de lettres. Le jeune ecclésiastique choisit alors de transmettre son savoir.
Agrégé de Lettres, il devient professeur dans l’enseignement libre, enseignant le français, le latin et le grec, puis devient directeur des études au collège de Langogne. A la déclaration de guerre il décide volontairement de porter l’uniforme militaire en 1939-1940 puis en 1945, ce qui lui vaut la croix des services militaires volontaires. Alors qu'il vient d'avoir 28 ans, son humanisme et sa fibre gaulliste le font s'engager dans la résistance, alors même que l'église de France, et par là même l'évêque de Mende, Monseigneur AUVITY, sont favorables à la politique collaborationniste du régime de Vichy. L'abbé Viallet permet à des nombreuses familles juives d'échapper aux persécutions des nazis, en leur procurant des certificats de baptême. Son engagement dans le Résistance lui vaut la reconnaissance et l'amitié du Général de Gaulle et de Jacques Chaban-Delmas.
Sa carrière politique commence à la fin de la deuxième guerre mondiale. Élu conseiller municipal de sa ville natale, Langogne, dès 1945, il devient premier adjoint en 1947, puis maire de 1959 à 1976. La deuxième étape du cursus honorum local est franchie en 1949 quand l’abbé Viallet est élu conseiller général du canton de Langogne, siège qu’il garde jusqu’en 1967 et qui l’amène à être vice-président du conseil général entre 1953 et 1957. Mais l’orientation politique définitive de Félix Viallet date de la création du Rassemblement du peuple français en 1947 : l’abbé Viallet adhère et ne quitte plus, désormais, la famille gaulliste, d’abord au RPF puis avec les républicains sociaux, à l’Union pour la nouvelle République (UNR), à l’Union des démocrates-Ve République et à l’Union des démocrates pour la République (UDR) jusqu’en 1975.
Membre du conseiller national du RPF entre 1949 et 1951, il est aussi délégué départemental du mouvement gaulliste en 1950, avant d’être responsable pour la Lozère du Centre national des Républicains sociaux, le parti de Jacques Chaban-Delmas en 1955. Curieusement, l’abbé Viallet n’a pas été candidat aux élections législatives de 1951. Si le RPF est encore modestement implanté en Lozère, sa liste conduite par Emérentienne de Gaudin de Lagrange n’en attire pas moins 6 647 voix (15%), soit deux fois plus que les prévisions préfectorales lui attribuaient à la fin de l’année 1950.
L’engagement de l’abbé Viallet n’est pas sectaire et le vice-président du Conseil général entretient de bonnes relations avec la droite lozérienne, traditionnellement puissante, comme le prouve son appui très actif au candidat indépendant paysan, Georges Bonnet, CNI , aux sénatoriales de 1955. Cela contribue au succès de Félix Viallet lorsqu’il se présente pour la première fois à une élection législative le 2 janvier 1956. Il bénéficie d’une image d’homme nouveau, mais aussi du soutien du sénateur CNI élu l’année précédente et de la majorité des conseillers généraux de Lozère. De plus, tout en affirmant vouloir être le député de toute la Lozère, il sait jouer sur son excellente implantation à Langogne, fière d’avoir « son » député. La liste des républicains sociaux conduite par l’abbé Viallet , apparentée à quatre des sept autres listes (Rassemblement des gauches républicaines - RGR, Républicains démocrates et Mouvement républicain populaire - MRP, CNI, Union des indépendants d’Action démocratique et paysanne) recueille 9 291 voix sur 44 803 suffrages exprimés (20,7%), soit le meilleur total après la liste d’Union des Républicains du député sortant Gilbert de Chambrun. L’abbé Viallet, qui réalise un très bon score personnel (10 185 voix), est donc élu député, tout comme la tête de liste d’Union des Indépendants et Paysans, Henri Trémolet de Villers, tandis que, victime de l’apparentement, le candidat Gilbert de Chambrun est battu malgré ses 15 399 voix.
Au Palais-Bourbon, Félix Viallet appartient à plusieurs commissions : éducation nationale (1956-1958), travail et sécurité sociale (1956-1957), pensions (1957-1958) et agriculture (1958). Il est nommé juge titulaire de la Haute-Cour de justice constitutionnelle, le 5 mai 1956. Il dépose trois propositions de loi, neuf propositions de résolution et trois rapports au nom de la commission de l’éducation nationale, dont l’un sur un projet de loi (26 octobre 1956). Un autre rapport suggère de célébrer le centenaire du père Charles de Foucauld (26 novembre 1957). Il intervient à quatre reprises à la tribune. Parmi ses prises de parole importantes figure sa participation à la discussion sur le Marché commun agricole où il expose la position des républicains sociaux sur l’Europe. Dans la capitale, l’abbé Viallet est l’aumônier des Lozériens de Paris.
Le 12 mars 1956, il vote les pouvoirs spéciaux en Algérie au gouvernement Mollet, mais rejette le 30 septembre 1957 le projet de loi-cadre sur l’Algérie présenté par le cabinet Bourgès-Maunoury. Il approuve le 1er juin 1958 l’investiture du gouvernement de Gaulle et la loi constitutionnelle le 2 juin 1958. Il est réélu député en novembre 1958, dans la première circonscription de la Lozère,sous l’étiquette de l’Union pour une Nouvelle République (UNR), mais en 1962 l'Evêque de Mende , un véritable "Oukase" promulgué par Monseigneur Boudon, évêque de Mende, interdit à l'Abbé Viallet de se représenter aux élections législatives. Malgré les interventions du Ministre Roger Frey, l'Abbé obéit à l'évêque de Mende et abandonne son siège à l'Assemblée Nationale contrairement à l'Abbé Laudrin, élu de Bretagne, qui conservera à siéger à l'assemblée nationale jusqu'à sa disparition le 19 mars 1977. Le 18 septembre 1960, son ami Michel Debré inaugure le collège Marthe Dupeyron à Langogne et le 23 Septembre 1961, il reçoit à Langogne le Général de Gaulle avec lequel les liens d'une solide et fidèle amitié  se sont tissés  depuis le début de la deuxième guerre mondiale.
Son ultime candidature nationale date de 1965, alors qu’il tente vainement de devenir sénateur de Lozère. Dans le cadre de la Cinquième République, le rôle politique de l’abbé Viallet se consacre dès 1962 à sa mission de premier magistrat de Langogne jusqu'en 1976. Il reprend également son activité d'enseignant en même temps que sa plume d'homme de lettres pour publier des ouvrages sur l'histoire de Langogne et du Gévaudan. L'abbé Viallet n'oubliant pas son attachement à la vie et à l'oeuvre de Charles de Foucauld, prononce des conférences sur cet ancien officier St Cyrien devenu  moine au cœur de l'Abbaye Notre Dame des Neiges à La Bastide St Laurent en Ardéche, avant de marcher vers son destin au milieu du peuple touareg ,dans les dunes de Tamanrasset.

## Mandats politiques
- Conseiller municipal de Langogne en 1945, il en est maire de 1959 à 1976
- Conseiller général du canton de Langogne de 1949 à 1967
- Député de la Lozère de 1956 à 1962[1]

## Distinctions
- Officier de la Légion d'honneur
- Officier de l'ordre national du Mérite
- Officier de l'ordre des Palmes académiques
- Croix du combattant volontaire
- Médaille de la jeunesse, des sports et de l'engagement associatif, or

## Œuvres
- Langogne, Mende, Société des Lettres, Sciences et Arts de la Lozère, 1982